# Locus caeruleus

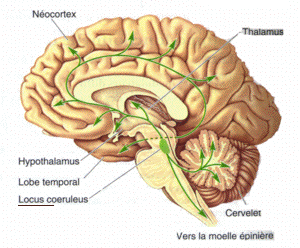
Locus caeruleus und seine auf- und absteigenden Bahnen

Der Locus caeruleus (von lateinisch locus ‚Ort‘ und caeruleus ‚himmelblau‘) ist ein Kerngebiet im Bereich der rückenseitigen Brückenhaube im Hinterhirn. Es besitzt bei Erwachsenen durch Neuromelaninhaltige Nervenzellen eine schwarze Färbung, die an der Hirnoberfläche bläulich durchschimmert und einen etwa 1 cm langen Streifen am Boden des vierten Hirnventrikels bildet. Andere synonym verwendete Bezeichnungen sind Locus coeruleus oder Nucleus caeruleus (TA). Der Locus caeruleus ist die größte noradrenerge Nervenzellansammlung des zentralen Nervensystems.

## Anatomie
Das Kerngebiet befindet sich in der Brückenhaube (Tegmentum pontis) des Rautenhirns, eingebettet in die Formatio reticularis, unter dem Boden der vorderen Rautengrube und erstreckt sich kaudal der unteren (hinteren) Hügel (Colliculi inferiores bzw. caudales) der Vierhügelplatte des Mittelhirns bis hinab etwa in Höhe der Einmündung des Aquaeductus cerebri in den vierten Ventrikel. Neurophysiologisch ist diese Struktur ein bedeutender Teil des Systems noradrenerger Neuronen und stellt deren größte Ansammlung im zentralen Nervensystem dar.
Aufsteigende Fasern erreichen über das zentrale Höhlengrau den Thalamus im Zwischenhirn und ziehen über die Septumkerne (Nuclei septales) zum Gyrus cinguli. Auf diesem Weg zweigen mesencephale Fasern zur Vierhügelplatte, diencephale Fasern zu den vorderen Thalamuskernen und den Kniehöckern sowie telencephale Fasern zur Amygdala, zum Hippocampus, zum zingulären, retrosplenialen und Assoziationskortex sowie zum gesamten Neocortex.
Absteigende Efferenzen ziehen zu verschiedenen Kernen im unteren Hirnstamm (insbesondere Nucleus dorsalis nervi vagi und untere Olive) sowie im Vorderseitenstrang bis zu Segmenten des Rückenmarks.

## Funktion
Eine Aufgabe der monoaminergen Neuronengruppe im Nucleus caeruleus besteht vermutlich in einer Einflussnahme auf die mentale Orientierung im Sinne einer gelenkten Aufmerksamkeit. Über den Locus caeruleus umgeschaltete sensorische Erregungen werden mit einer Freisetzung von Noradrenalin als Transmitter beantwortet, der für den Sympathikotonus verantwortlich ist und viele andere Hirnregionen erreicht. Dadurch werden unter anderem Schlafstadien, Emotionen und Sexualverhalten gesteuert. Der Locus caeruleus ist während des gesamten Tages aktiv, lediglich im REM-Schlaf zeigt er keine Aktivität.

## Klinische Relevanz
Der Locus caeruleus ist an vielen kognitiven Funktionen wie anhaltender Aufmerksamkeit, Lernen und Gedächtnis entscheidend beteiligt.
Bei zahlreichen Erkrankungen ist der Locus caeruleus beteiligt, zum Beispiel bei der Parkinson-Krankheit, dem Down-Syndrom und der Alzheimerschen Krankheit.
Auch bei Wirkung von Rauschdrogen und der Entstehung von Abhängigkeit ist der Locus caeruleus beteiligt.
Mehrere Tierstudien zeigten, dass Schlafentzug zum Absterben von Neuronen des Locus caeruleus führen kann. Eine dauerhafte Beeinträchtigung von Gehirnfunktionen beim Menschen durch Schlafentzug wird daher für möglich gehalten.